# راميز ميريشلي
راميز ميريشلي - (بالأذرية: Ramiz Mirişli) هو ملحن أذربيجاني معروف، فنان حائز على لقب الجدارة لجمهورية أذربيجان الاشتراكية السوفيتية، فنان حائز على لقب الجدارة  في جمهورية نخجوان الذاتية فنان الشعب للجمهورية أذربيجان، بروفيسور.

## حياته
ولد راميز ميريشلي عام 1934, في مدينة نخجوان. جاء إلى باكو في 1952، بدا دراسته في مدرسة الموسيقى إسمه عاسف زينلي على التخصص كمنجة. 
بعد تخرجه من الكلية، عاد إلى ناخيشيفان، حيث قام بالتدريس  فيها. استمر تعليمه الموسيقى وفي 1962 تخرج من أكاديمية باكو للموسيقى من صف جودات حجييف. 
راميز ميريشلي تدرس أكثر من 20 سنة في أكاديمية باكو للموسيقى. 
رأس رامز مريشلي فرع نخشيفان ل اتحاد الملحنين الأذربيجانيين في الفترات 1978-1998.
يكافأ بأسم فنان حائز على لقب الجدارة  لجمهورية أذربيجان الاشتراكية السوفيتية 1 ديسمبر لعام 1982.   
و كذلك كانت تمنح بالأوسمة  «شهرة» و «شرف».
توفي راميز ميريشلي في 17 أبريل عام 2015، 81 من عمره.

## جوائره
- فنان حائز على لقب الجدارة لجمهورية أذربيجان الاشتراكية السوفيتية، عام 1974
- فنان حائزعلى لقب الجدارة  في جمهورية نخجوان الذاتية، عام 1982
- فنان الشعب في جمهورية أذربيجان، عام 1990
- وسام «شهرة» (أذربيجان)
- وسام «شرف»

## فيلموغرافيا
- تغني شوكات علاكباروفا (1970)
- ألحان الخريف (1974)
- التفاح مثل التفاح (1975)
- شاكي (1977)
- مونولوج (1987)
- الدعوة (2003)
- خريطة أذربيجان (2006)

## الأغاني الذي  يتألفه
- كسرت قلب
- وطني عزيزي
- اللقاء الأول
- مع السلام
- يا ربي
- الأغنية المضحكة
- أين أنت
- الليال
- أمواج

## روابط خارجية
- راميز ميريشلي على موقع IMDb (الإنجليزية)